# Zaránd nemzetközi InterCity
A Zaránd nemzetközi InterCity (Romániában Zărand InterRegio) egy a MÁV és a CFR Călători által közlekedtetett InterCity vonat (vonatszám: 370/371), amely Budapest és Arad között közlekedik.

## Története
2008/2009-es menetrendváltástól közlekedett Budapest-Piski között (vonatszám: 454/455).
2009/2010-es menetrendváltástól új vonatszámmal közlekedett (vonatszám: 378/379).
2010. december 12-től 2011 december 10-ig a vonat már csak Aradig közlekedett.
2011/2012-es menetrendváltástól a vonatot megszüntették.
2021. december 12-től újra inditották, de már csak Szolnoktól közlekedik és a vonatszáma is megváltozott (370/371). 2022. június 18-tól Arad felé Szolnok és Lőkösháza között Nagylapos és Csárdaszállás kivételével mindenhol megáll.
2022/2023-as menetrendváltástól a vonat ismét Budapest-Keleti pályaudvarig közlekedik.

## Útvonala
A vonat Budapest-Keleti pályaudvarról indul Szolnok, Békéscsaba, Lőkösháza és Kürtös érintésével közlekedik.

## Megállóhelyei
| Megállóhelyek                         |
| ------------------------------------- |
| 1. Budapest-Keleti                    |
| 2. Szolnok                            |
| 3. Szajol (csak Arad felé)            |
| 4. Tiszatenyő (csak Arad felé)        |
| 5. Pusztapó (csak Arad felé)          |
| 6. Kétpó (csak Arad felé)             |
| 7. Mezőtúr                            |
| 8. Gyoma                              |
| 9. Csárdaszállás (csak Budapest felé) |
| 10. Mezőberény                        |
| 11. Murony                            |
| 12. Békéscsaba                        |
| 13. Kétegyháza                        |
| 14. Lőkösháza                         |
| 15. Curtici (Kürtös) ( Románia)       |
| 16. Arad                              |

## Vonatösszeállítás
A vonatot Budapest és Kürtös között általában a MÁV 470 sorozatú mozdonya vontatja. Kürtöstől Aradig a CFR mozdonyai továbbítják.
Vonatösszeállítás 2024. december 15-étől:
| Kocsiszám                                      | Típus                           | Útirány              |
| ---------------------------------------------- | ------------------------------- | -------------------- |
|                                                | MÁV 470 villanymozdony          | Budapest – Kürtös    |
|                                                | CFR 41 villanymozdony           | Kürtös – Arad        |
| 424                                            | CFR B11 (termes másodosztályú)  | Budapest – Arad      |
| 425                                            | CFR B11 (termes másodosztályú)  | Budapest – Arad      |
| 31                                             | START Bd (fülkés másodosztályú) | Budapest – Lőkösháza |
| 32                                             | START Bd (fülkés másodosztályú) | Budapest – Lőkösháza |
| 33                                             | START Bd (fülkés másodosztályú) | Budapest – Lőkösháza |
| Budapest felé fordított sorrendben közlekedik. |                                 |                      |